# Doljani (Novi Pazar)
Pour les articles homonymes, voir Doljani.
Doljani (en serbe cyrillique : Дољани) est un village de Serbie situé sur le territoire de la ville de Novi Pazar, district de Raška. Au recensement de 2011, il comptait 128 habitants.

## Démographie
| 1948 | 1953 | 1961 | 1971 | 1981 | 1991 | 2002 | 2011 |
| ---- | ---- | ---- | ---- | ---- | ---- | ---- | ---- |
| 207  | 259  | 262  | 199  | 164  | 94   | 89   | 128  |

|  |